# Ragnhild Male Hartviksen
Ragnhild Male Hartviksen (* 15. Juli 1976) ist eine norwegische Politikerin der sozialdemokratischen Partei Arbeiderpartiet (Ap). Sie rückte im März 2024 als Abgeordnete in das Storting nach und war zuvor von Oktober 2021 bis Oktober 2023 als Ersatzabgeordnete tätig.

## Leben
Hartviksen stammt aus der Ortschaft Spikkestad in der Kommune Asker. Sie studierte an der Universität Oslo und arbeitete von 2007 bis 2019 als pädagogisch-psychologische Beraterin für die Kommune Drammen. Zudem engagierte sie sich lokalpolitisch in der damaligen Kommune Røyken, die schließlich in Asker aufging. Im Jahr 2019 zog sie in das Kommunalparlament von Asker ein. Im selben Jahr begann sie als Geschäftsführerin in der Tvillingforeldreforeningen, einer Organisation für Zwillingseltern, zu arbeiten.
Hartviksen verpasste bei der Parlamentswahl 2021 den direkten Einzug in das norwegische Nationalparlament Storting. Sie wurde stattdessen erste Vararepresentantin, also Ersatzabgeordnete, für den Wahlkreis Akershus. Da ihre ebenfalls aus Akershus stammende Parteikollegin Anniken Huitfeldt am 14. Oktober 2021 zur Außenministerin ernannt wurde und folglich ihr Mandat im Storting ruhen lassen musste, kam Hartviksen ab da zu einem festen Einsatz. Dieser dauerte bis zum Ende von Huitfeldts Regierungsmitgliedschaft am 16. Oktober 2023 an. Hartviksen gehörte während ihrer Einsatzzeit dem Familien- und Kulturausschuss an.
Nachdem Huitfeldt im März 2024 zur neuen norwegischen Botschafterin in den Vereinigten Staaten ernannt worden war und in der Folge aus dem Storting ausscheiden musste, rückte Hartviksen als reguläre Abgeordnete in das Parlament nach. Sie wurde daraufhin Mitglied im Justizausschuss.